# Dalok könyve
A Dalok könyve (hagyományos kínai: 詩經, egyszerűsített kínai: 诗经, pinjin: Shī jīng, magyar népszerű átírásban: Si csing, vagy Si king) a legkorábbi ismert kínai dalgyűjtemény, 305 dalból illetve versből áll, a legrégebbi közülük valószínűleg i. e. 1000 körül keletkezhetett, a gyűjtemény maga az i. e. 3. században már biztosan létezett. A Dalok könyve a konfucianizmus alapkönyveinek számító Öt klasszikus egyike, a hagyomány szerint tartalmát Konfuciusz válogatta össze egy nagyobb gyűjteményből.

## Tartalma, felépítése
A dalok többféle témakört lefednek a hétköznapi élet tevékenységeitől a szerelemig, szerzőik is valószínűleg több társadalmi réteghez tartozhattak, az egyszerű parasztoktól a rangos nemesekig. Helyrajzilag is nagy változatosságot mutat.
A mű négy részre osztható, a Kuo feng (Guó fēng) a különféle országrészekből származó népdalokat és lírai költeményeket gyűjti össze, a Hsziao ja (Xiǎoyǎ) hosszabb, komolyabb témákat felölelő, úgynevezett uralkodóházi verseket tartalmaz, a Ta ja (Dàyǎ) az udvari ünnepségek dalait, a Szung (Sòng) pedig vallási szertartások dalait foglalja magába.
A versek többféle verstípust képviselnek (gyászdal, lírai költemény, munkadal, szerelmes vers, óda, gúnyvers stb.) A gyűjtemény nagy hatással volt a későbbi kínai irodalomra és a későbbi korok kínai költőire. A gyűjtemény olvasása, ismerete Kínában sokáig alapműveltségnek számított.

## Magyar fordítása
A Dalok könyve. Si king magyarul az Európa Kiadó kiadásában 1957-ben jelent meg először, Csanádi Imre, Lator László, Illyés Gyula, Nemes Nagy Ágnes, Jánosy István, Rab Zsuzsa, Károlyi Amy, Szabó Magda, Kormos István és Weöres Sándor fordításaival.
- Si king. Dalok könyve; ford. Csanádi Imre et al.; Európa, Bp., 1974 (Lyra mundi)

## Külső hivatkozások
- A Si king szövege kínaiul és angol fordításban
- A Si king magyar fordításban